# Masaya Yamamoto
Masaya Yamamoto (山本 真也 Yamamoto Masaya?), född 23 oktober 1991 i Shizuoka prefektur, är en japansk fotbollsspelare.
Yamamoto började sin karriär 2014 i YSCC Yokohama. Han spelade 98 ligamatcher för klubben.